# محمود الحمزة
محمود حمو الحمزة عالم سوري من مواليد مدينة الحسكة السورية عام 1954. أستاذ دكتور في الرياضيات ومختص في تاريخ العلوم العربية. خريج جامعة الصداقة بين الشعوب في موسكو. مقيم حاليا في موسكو وكبير باحثين علميين في معهد تاريخ العلوم والتقانة (معهد فافيلوف) التابع لـ الأكاديمية الروسية للعلوم.

## بعض من مؤلفاته
- التحليل الرياضي
- مدخل إلى التفاضل والتكامل المتقدم
- حساب التفاضل
- التحليل المركب - (ترجمة من الإنجليزي)
- كتاب تاريخ الرياضيات
- قاموس المصطلحات الأساسية في الرياضيات (روسي - عربي)، 2000
- معجم مصطلحات الرياضيات (إنجليزي - عربي)، 2002
- موجز في تاريخ الرياضيات وتطورها الفكري والفلسفي، 2002
- مقدمة في التحليل الحقيقي، 2002
- الاستشراق الروسي والعالم الإسلامي، 2022.
- تاريخ الرياضيات وتطورها الفلسفي، 2024